# Pedro Bravo
Pedro Antonio Bravo Landazuri (født 26. november 2004) er en colombiansk fodboldspiller der spiller som midtbanespiller for Superliga-holdet FC Midtjylland.

## Karriere
Selvom han startede i klubben i 2017, fik Bravo først sin professionelle debut med América de Cali i slutningen af 2021 Torneo Finalización, som indskifter i pausen i et 2–1 nederlag til Millonarios den 17. december 2021. I januar i den næste sæson, blev han udlejet til Categoría Primera B holdet Orsomarso. Selvom han ikke spillede et eneste sekund for Orsomarso, ville han alligevel spille 2 kampe for America de Cali i sin retur til klubben.
I 2023, efter en kamp i ligaen med América de Cali, blev Bravo rygtet til den danske klub FC Midtjylland. Men i stedet for endte han med at blive udlejet til portugisiske Mafra, den 15. maj 2023, hvor han klarede det fantastisk og var en af klubbens bedste spillere i 23-24 sæsonen. 
Den 25. juni  2024, bekræftede FC Midtjylland at de havde købt Bravo fri fra sin kontrakt i America, og ankom til klubben på en 5-årig kontrakt.

## Internationale karriere
Bravo har repræsenteret flere ungdomslandshold i Colombia, nemlig U15 og U16 niveau.